# Torcal de Antequera
Torcal de Antequera este o arie protejată (arie specială de conservare — SAC, sit de importanță comunitară — SCI, arie de protecție specială avifaunistică — SPA) din Spania întinsă pe o suprafață de 2.182,14 ha, integral pe uscat.

## Localizare
Centrul sitului Torcal de Antequera este situat la coordonatele 36°57′57″N 4°32′43″W / 36.9657°N 4.5453°V.

## Înființare
Situl Torcal de Antequera a fost declarat arie de protecție specială avifaunistică în septembrie 1987 pentru a proteja 39 de specii de animale. Alte tipuri de protecție:
- sit de importanță comunitară (în decembrie 1997)
- arie specială de conservare (în noiembrie 2013)[2][4][5]

## Biodiversitate
Situată în ecoregiunea mediteraneană, aria protejată conține 8 habitate naturale: Formațiuni stabile xerotermofile de Buxus sempervirens pe pante stâncoase (Berberidion p.p.), Pante stâncoase calcaroase cu vegetație casmofită, Dehesas cu Quercus spp. perene, Pseudostepă cu ierburi și specii anuale de Thero-Brachypodietea, Lande oro-mediteraneene cu formațiuni endemice de grozamă, Tufărișuri termo-mediteraneene și de pre-deșert, Peșteri inaccesibile publicului, Pajiști umede mediteraneene cu ierburi înalte de Molinio-Holoschoenion.
La baza desemnării sitului se află mai multe specii protejate:
- păsări (37): vulturul negru (Aegypius monachus), acvilă de munte (Aquila chrysaetos), Aquila fasciata, buha (Bubo bubo), șorecarul comun (Buteo buteo), Caprimulgus ruficollis, Certhia brachydactyla, șerpar (Circaetus gallicus), erete vânăt (Circus cyaneus), porumbel de scorbură (Columba oenas), dumbrăveancă (Coracias garrulus), șoim călător (Falco peregrinus), vânturel roșu (Falco tinnunculus), cinteză (Fringilla coelebs), Galerida theklae, vulturul pleșuv sur (Gyps fulvus), Capîntortură (Jynx torquilla), prigoare (Merops apiaster), gaia neagră (Milvus migrans), gaia roșie (Milvus milvus), mierlă de piatră (Monticola saxatilis), muscar sur (Muscicapa striata), vultur egiptean (Neophron percnopterus), pietrar mediteranean (Oenanthe hispanica), Oenanthe leucura, pietrar sur (Oenanthe oenanthe), viespar (Pernis apivorus), codroșul de pădure (Phoenicurus phoenicurus), Prunella collaris, Pyrrhocorax pyrrhocorax, mărăcinar negru (Saxicola torquatus), turturică (Streptopelia turtur), Sylvia conspicillata, silvie de tufiș (Sylvia undata), pănțărușul (Troglodytes troglodytes), mierlă gulerată (Turdus torquatus), pupăză (Upupa epops)
- mamifere (2): liliac cu aripi lungi (Miniopterus schreibersii), liliacul mare cu potcoavă (Rhinolophus ferrumequinum)

Pe lângă speciile protejate, pe teritoriul sitului au mai fost identificate 12 specii de plante, 44 de specii de păsări, 5 specii de mamifere, 2 specii de reptile.